# Litzelbach
Der Litzelbach ist ein Gewässer im Landkreis Regensburg in Bayern, der bei Pfatter von rechts über den Donau-Altarm Alte Donau in die Pfatter mündet.

## Lauf
Die Quelle des Litzelbachs liegt südwestlich von Oberhinkofen in der Gemeinde Obertraubling. Er durchfließt die Orte Oberhinkofen, Piesenkofen und Obertraubling.
Zwischen Piesenkofen und Obertraubling war früher eine Wassermühle zu finden, welche aber in den 1990er Jahren abgerissen wurde. Der Bach fließt weiter nördlich an Niedertraubling vorbei. Hier fließen noch kleinere namenlose Rinnsale zu, und der Bach ändert seinen Namen, er heißt ab hier Geislinger Mühlbach (oder auch Lohgraben). Das Gewässer fließt mitten durch den Ort Mintraching. Anschließend fließt der Bach unterirdisch (verrohrt) weiter, tritt südlich vor Gengkofen wieder zutage, fließt an mehreren kleineren Orten vorbei, wobei in Roith der Moosgraben zufließt. Er durchfließt Geisling und mündet schließlich östlich von Geisling in die "Alte Donau", welche sich kurz darauf mit der Pfatter vereinigt.

## Wasserleistung
Bei einer Feuerwehrübung der Freiwilligen Feuerwehr Obertraubling im Hochsommer des Jahres 1999 wurde  eine Wasserleistung von 1200 Liter pro Minute zwischen den Orten Obertraubling und Niedertraubling ermittelt. Diese kann aber nach starken Regenfällen und bei Tauwetter leicht auf den 5- bis 10-fachen Wert ansteigen. Der Bach erreichte vom 9. bis 11. März 2006 und am 3. Juni 2013 die Meldestufe 2. Die Meldestufe 3 wurde nach Auskunft von Einwohnern der Gemeinde Obertraubling und Piesenkofen Anfang der 1970er Jahre das letzte Mal erreicht. Die Problemgebiete liegen momentan in der St.-Georg-Straße, Bachgasse und Herzog-Albrecht-Straße in Obertraubling.

## Baumaßnahmen
In den Jahren 2005 und 2006 wurden diverse Regen- und Tauwasserrückhaltemaßnahmen zwischen Oberhinkofen und Obertraubling errichtet, welche dem Bachverlauf verlangsamen und der Flora und Fauna neue bislang nicht vorhandene Feuchtgebiete bieten.
Im Jahr 2012 wurde die kurz nach Oberhinkofen liegende Wasserrückhaltemaßnahme niveliert und teilweise ausgebaggert, da sie wegen eines Baumangels nicht die geplante Wassermenge aufnehmen konnte.
Im späten Herbst des Jahres 2012 wurde das Regen- und Tauwasserrückhaltebecken nach Oberhinkofen neu nivelliert und ausgebaggert. Diese Maßnahme wurde notwendig, da das Becken auslaufseitig überlief, obwohl es einlaufseitig noch nicht annähernd vollgelaufen war.

## Wortabstammung
Einer Auskunft des Ortsheimatpflegers (Pius Detterbeck) der Gemeinde Obertraubling nach bedeutet Litzel so viel wie klein, also kleiner Bach.